# Černá hora (Jizerské hory)
Černá hora (německy Christiansthaler Schwarzer Berg) je třetí nejvyšší hora v české části Jizerských hor, ležící v centrální části pohoří.

## Charakteristika
Jedná se o dvojvrchol, vyšším vrcholem je Černá hora (1084 m n. m., starý název Černá hora kristiánovská) a nižším vrcholem jsou Sněžné věžičky (1066 m n. m., starý název Černá hora hejnická), které jsou asi 1 km severovýchodně od Černé hory. V sedle mezi oběma vrcholy leží nejvýše položené rašeliniště v české části pohoří - Vánoční louka.
Na Černé hoře se nacházejí žulová skaliska a útvary jako např. Čertův odpočinek i skalní mísy.

## Vodopis
V úbočích Černé hory pramení čtyři vodní toky, které odtékají do všech světových stran. Hora se tak stává rozvodím Severního (Kamenice, Malý kristiánovský potok, Jelení potok) a Baltského moře (Černý potok odtéká do Smědé).

## Příroda
Rašeliniště Vánoční louka a smrkový les na vrcholu hory jsou chráněny jako Přírodní rezervace Černá hora. Ta byla vyhlášena v roce 1960 a rozkládala se na ploše 155 ha. Kvůli postupného rozpadu smrkového porostu díky imisím se zmenšila plocha rezervace na 54 ha. Okolí Černé hory je známé jelení honitbou, která se tady koná každý podzim.

## Přístup
Vrchol Černé hory je dostupný po žlutě značené turistické stezce, která překračuje celý vrchol od západu z rozcestí Pod sedlem Holubníku (999 m n. m.) po Rozmezí, kde se napojuje na modře značenou Kristiánovskou cestu. Část cesty je upravena povalovým chodníkem. Celý přechod Černé hory je 4 km dlouhý a vystupuje na oba vrcholy a skalní útvar Čertův odpočinek (Ďáblův odpočinek), ležící 300 m jihovýchodně od hlavního vrcholu. Hřebenovou túrou lze ze Sedla Holubníku navázat k přechodu dalších vrcholů Hejnického hřebene Holubníku (1071 m n. m.) a Ptačích kup (1013 m n. m.).

## Pomníčky
Na jižním svahu Černé hory, poblíž Kristiánovské cesty, stojí kamenný pomník známý jako Jägerova smrt. Připomíná neštěstí, kdy se na dřevorubce Karla Jägera v lednu roku 1927 převrátily saně při svážení dřeva. Poblíž vrcholu stojí také žulový pomník, zvaný Smrt Hanse Simona, upomínající na devatenáctiletého Hanse Simona, který zde v dubnu roku 1930 spáchal sebevraždu. V Sedle Holubníku stojí pomníček s názvem Bílá smrt, který připomíná bloudění tří mužů v zimě roku 1909.